# Biserica de lemn din Tioltiur

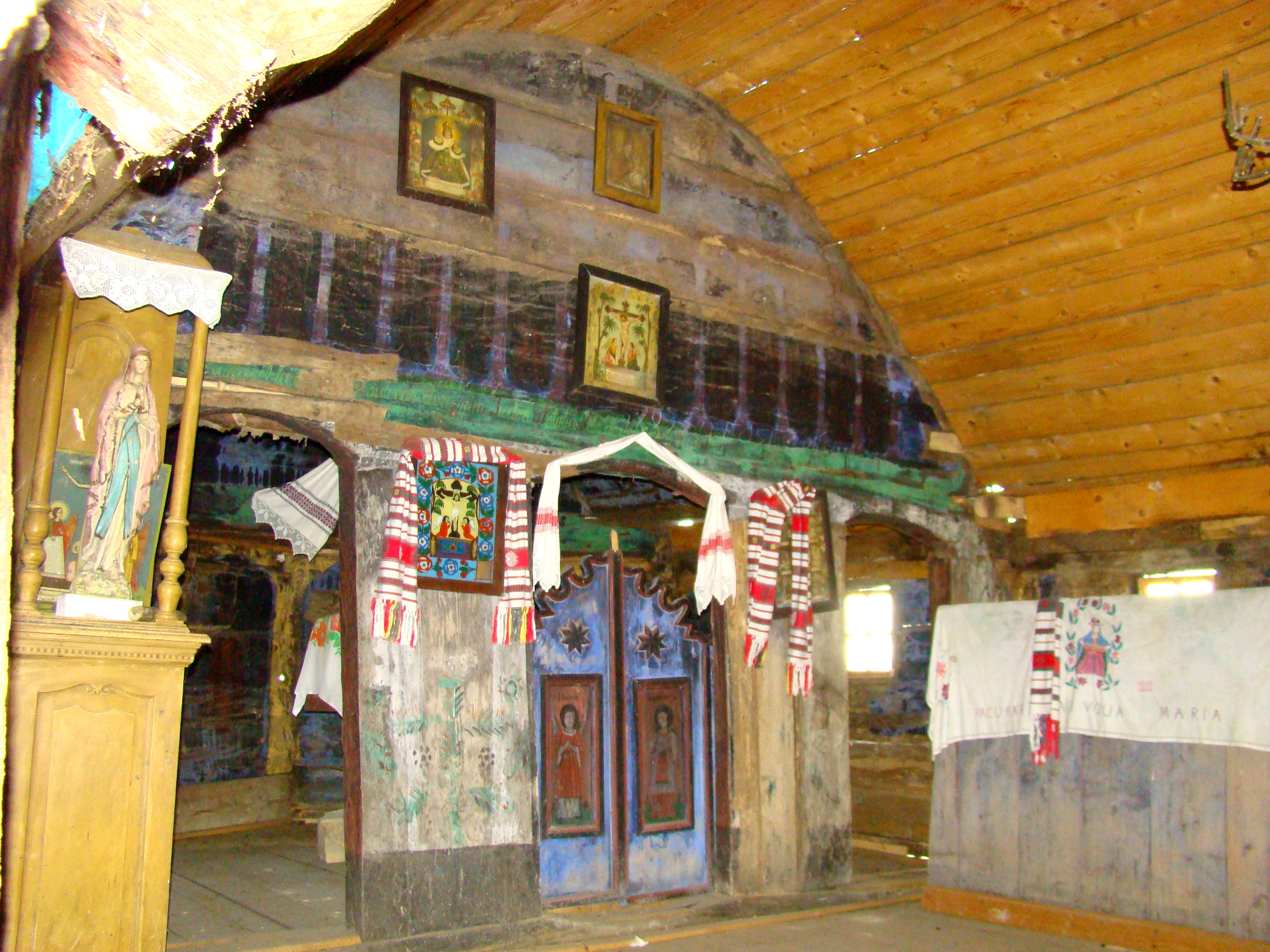
Iconostasul și intrările în absida altarului

Biserica de lemn din satul Tioltiur, comuna Cornești, județul Cluj, este un vechi lăcaș de cult greco-catolic, edificat în preajma anului 1800.
Biserica are hramul „Sfinții Arhangheli Mihail și Gavriil” și se află pe noua listă a monumentelor istorice sub codul LMI: cod LMI CJ-II-m-B-07785.

## Trăsături
Biserica de lemn din Tioltiur, comuna Cornești, monument istoric, a fost construită la sfârșitul secolului al XVIII-lea. 
Pictura: Edificiul conservă parțial pictura murală, dezvăluind un limbaj stilistic naiv, pictorul folosind o gamă cromatică restrânsă, dominată de albastru si verde. Urme de pictură se mai zăresc în altar și în pronaos. Bolta naosului a fost refăcută și prin urmare nu păstrează pictură. Vagi urme se mai găsesc la iconostas și pe peretele de vest al naosului. 
Patrimoniul: Biserica a deținut în patrimoniul său o icoană, Maica Domnului cu Pruncul, atribuită lui Andrei Zugravul și care a aparținut probabil, unui mai vechi lăcaș de cult, deoarece este datată în prima jumătate a secolului al XVIII-lea. 
Starea de conservare: În 1976, când a preluat parohia, preotul a găsit biserica fără acoperiș. Din 2003, peste șindrila acoperișului s-a aplicat o folie de fibră de sticlă, exceptând turla. Deși practice, refacerile afectează aspectul tradițional al monumentului. În biserică se slujește o singură dată pe an, la Paști.

## Imagini

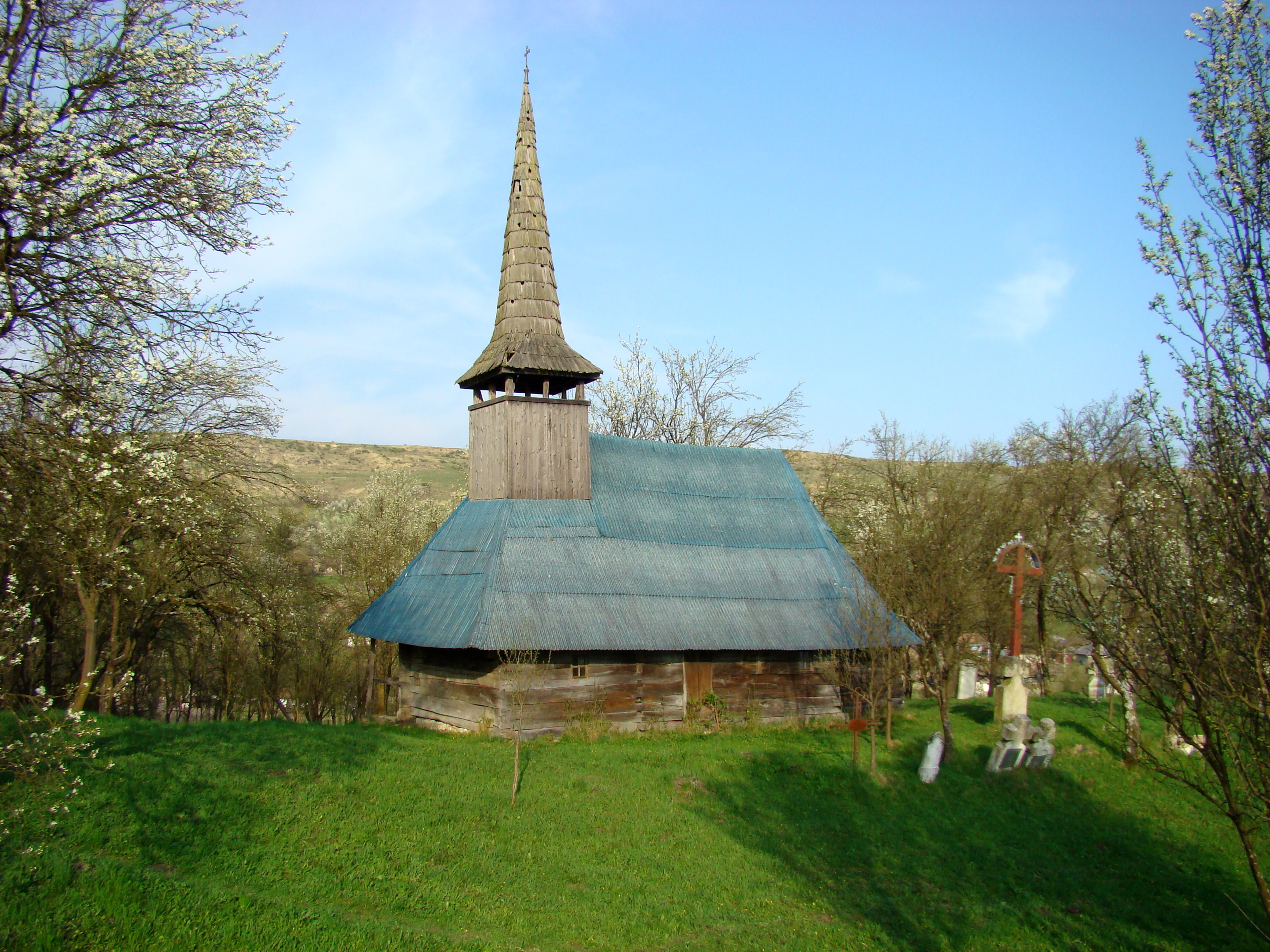
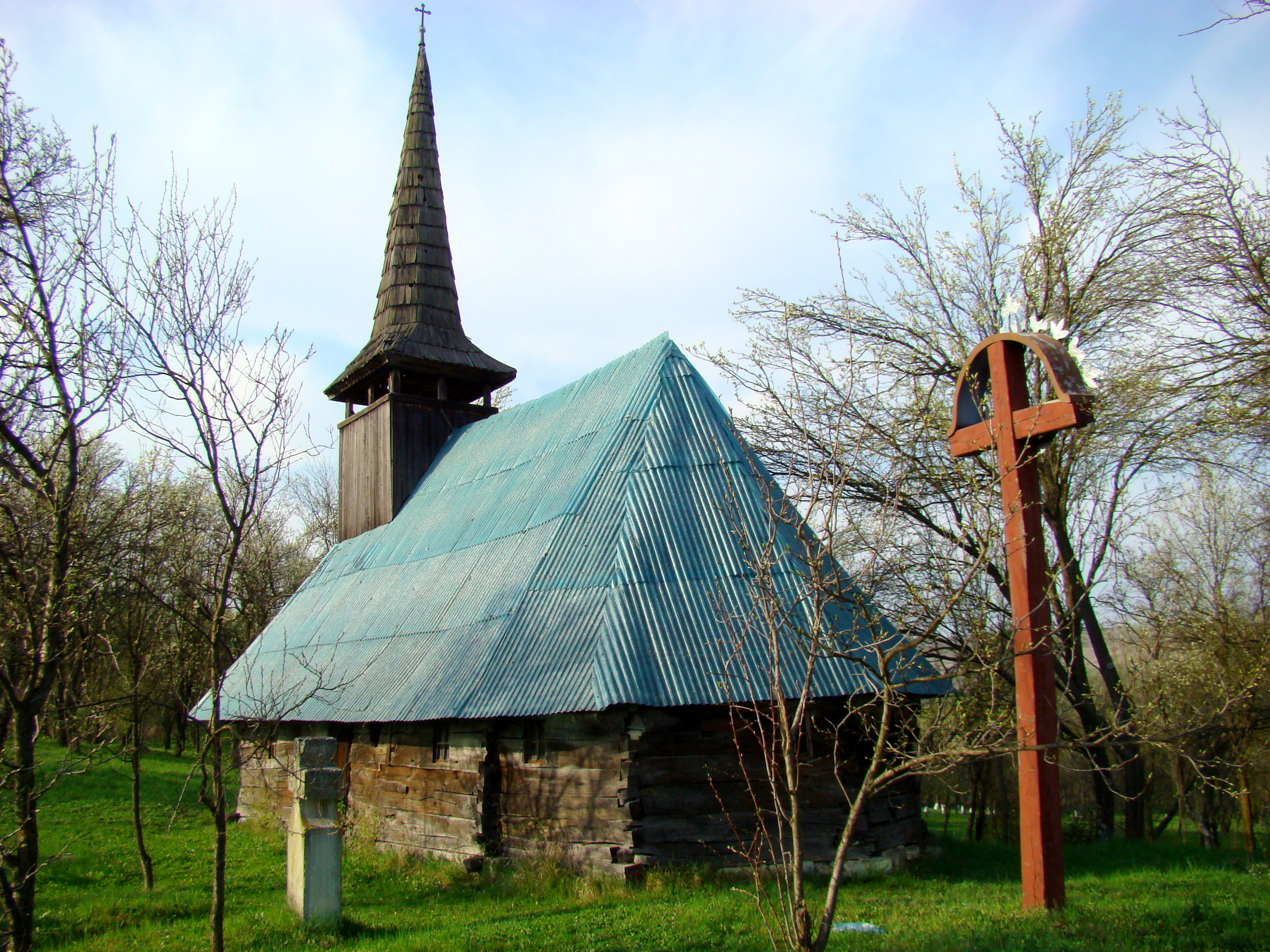
Biserica de lemn din Tioltiur, județul Cluj, 2009
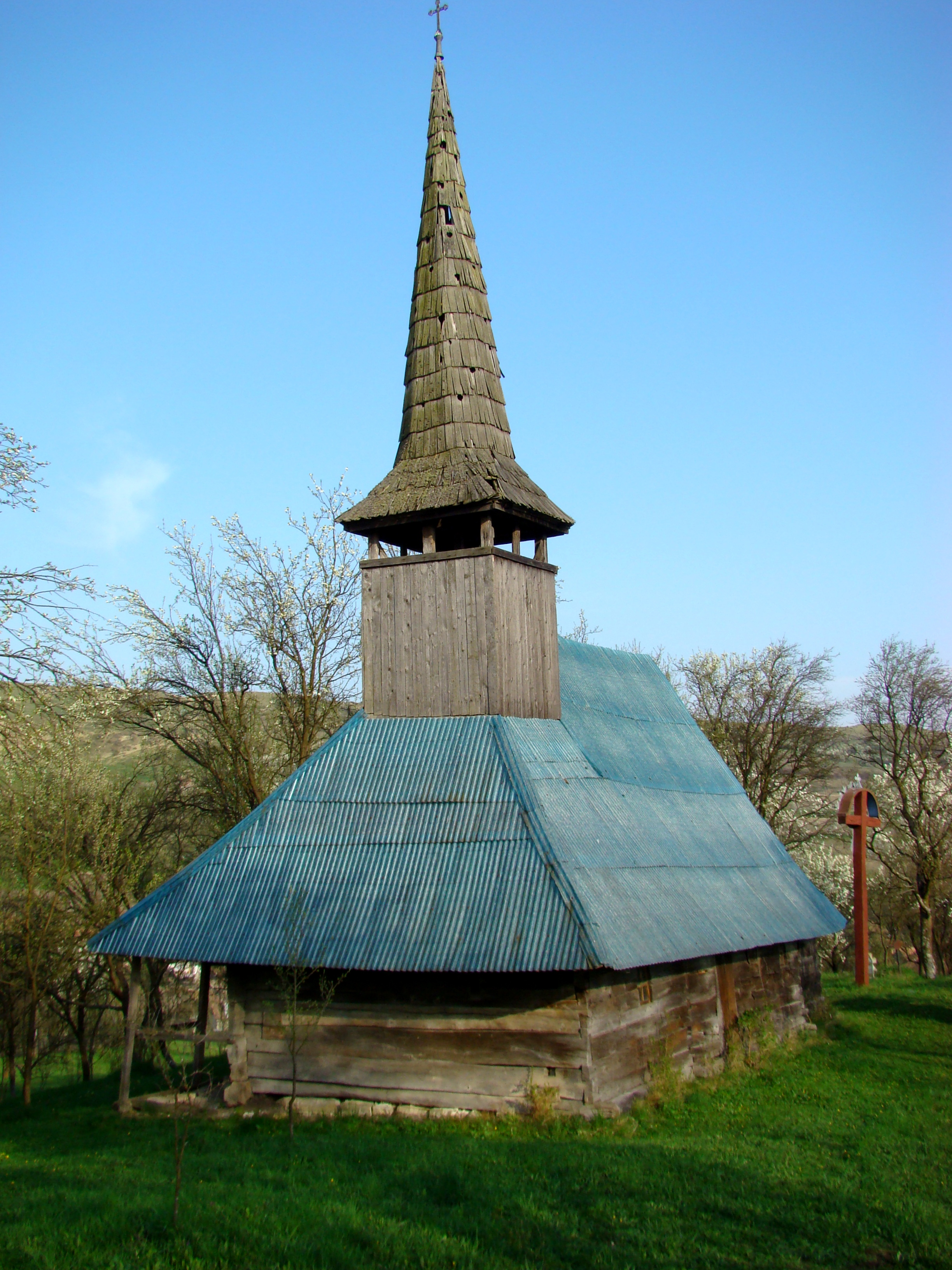
Vedere de ansamblu
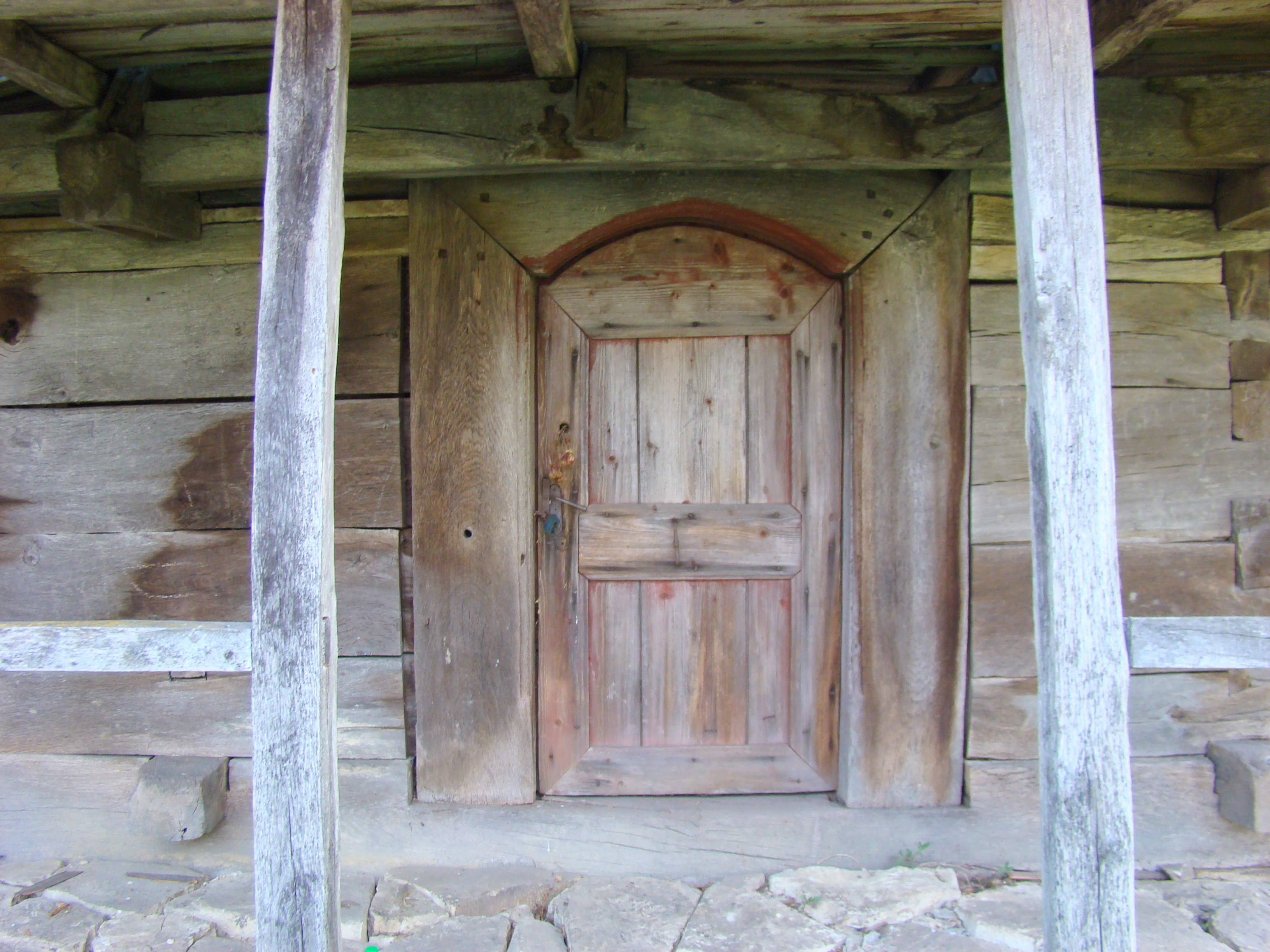
Portalul bisericii
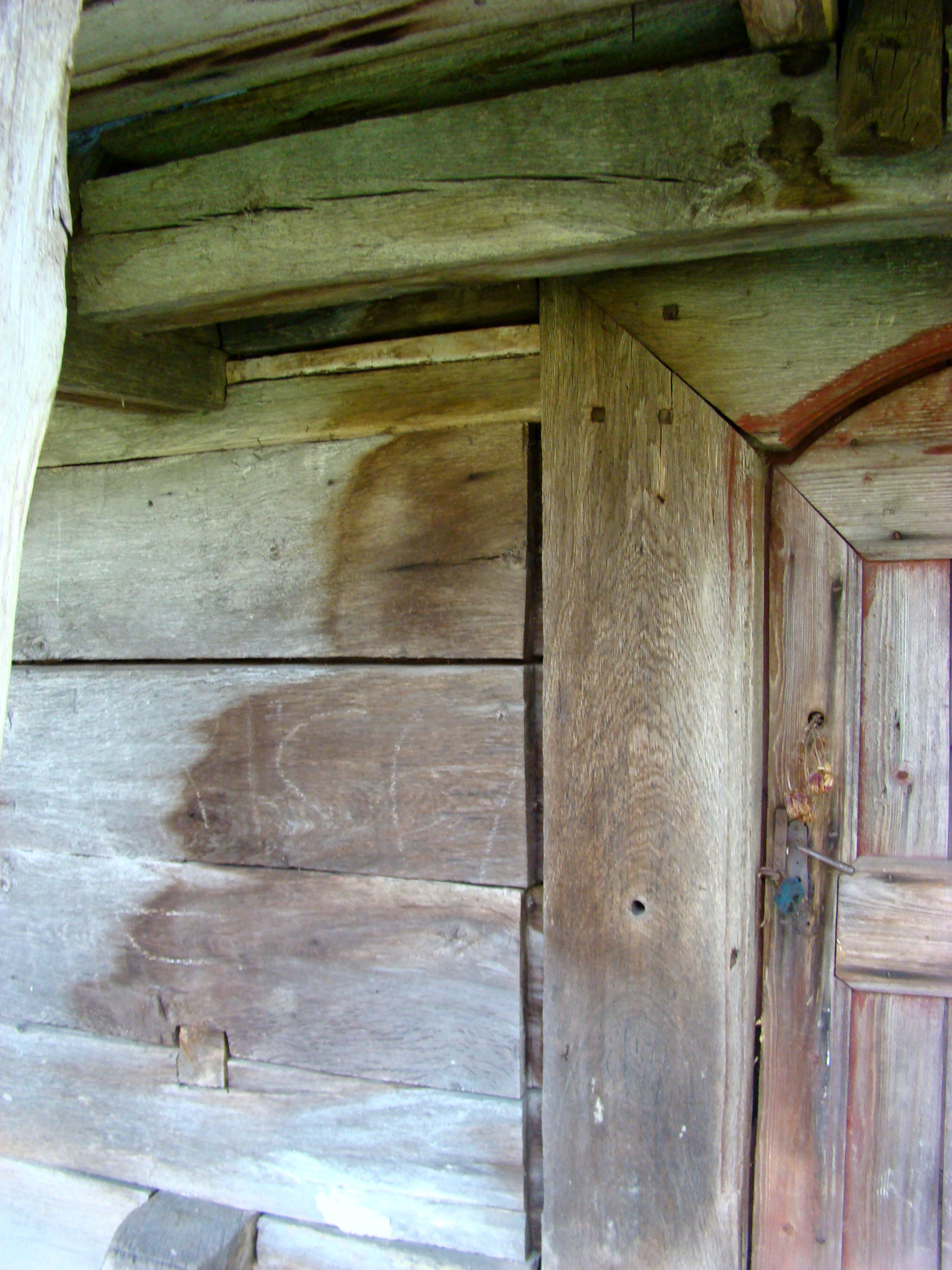
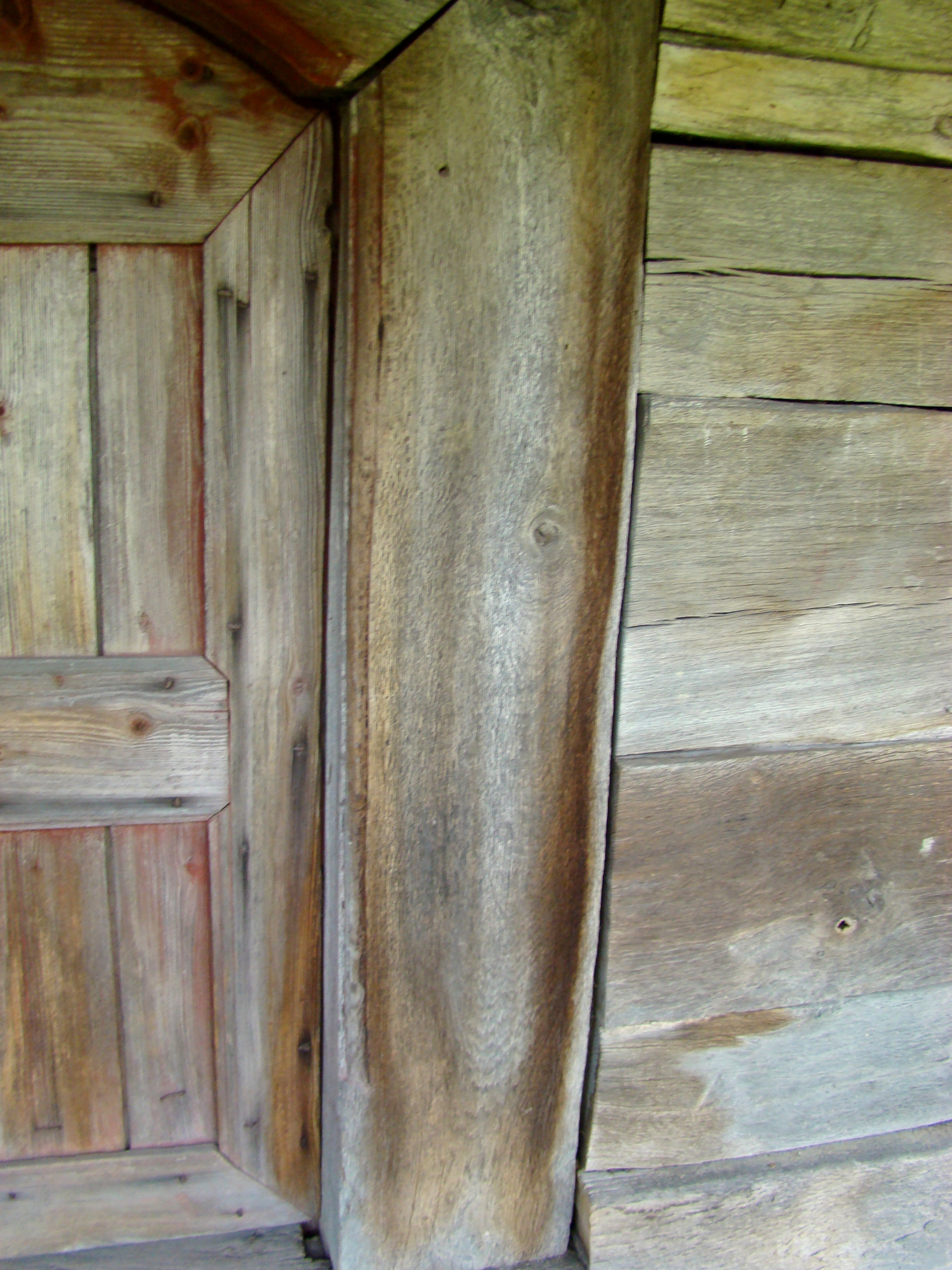
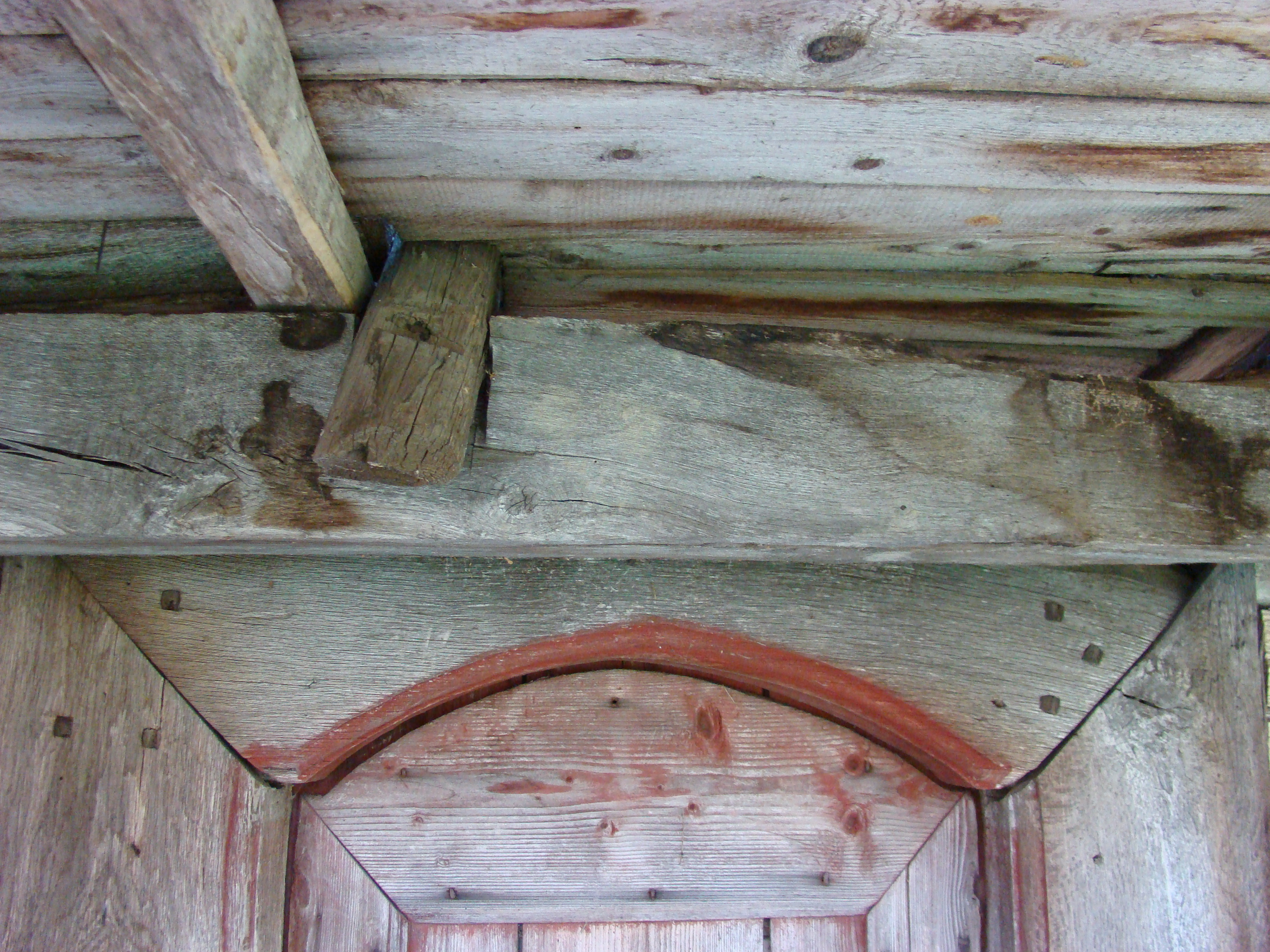
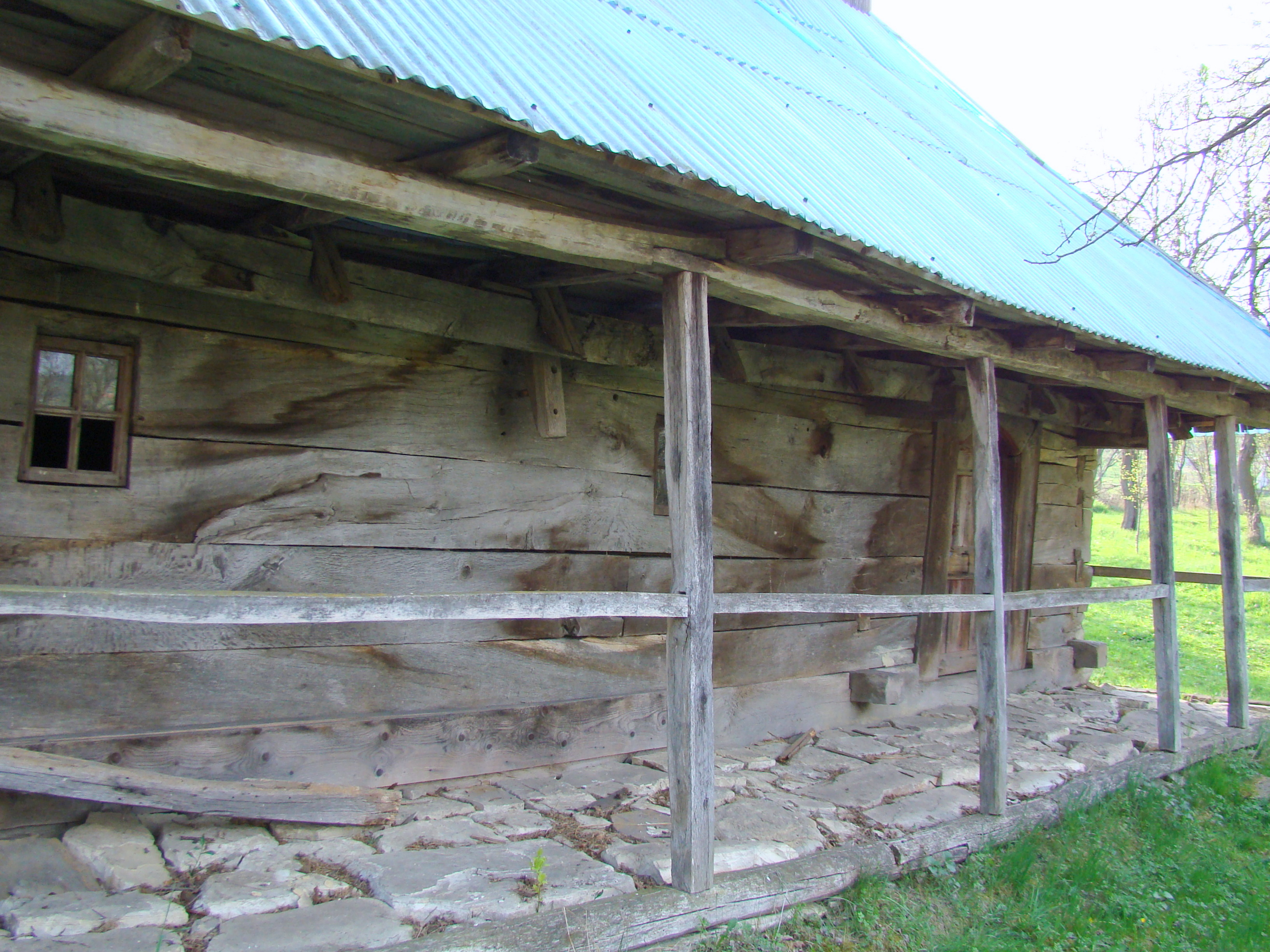
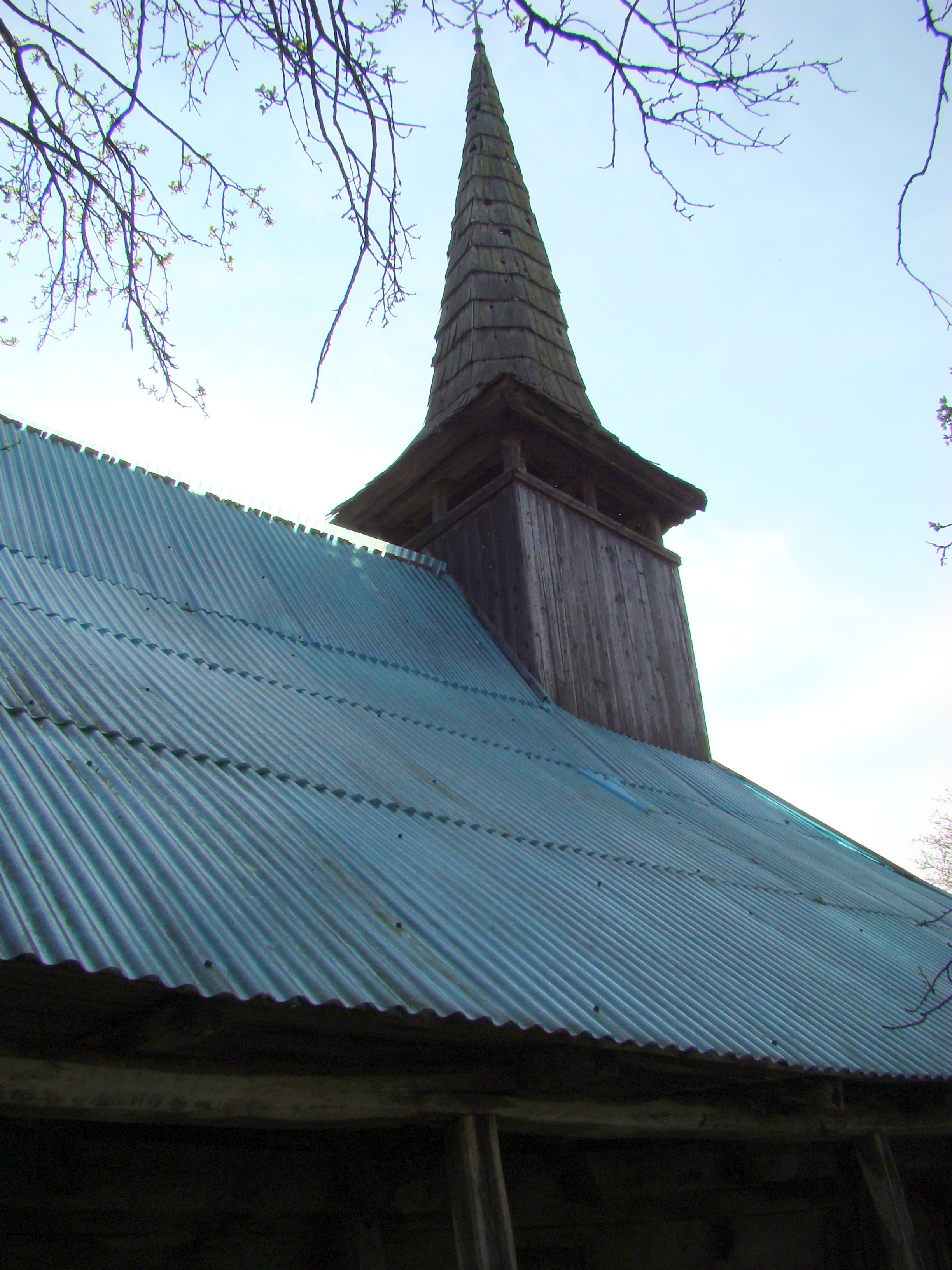
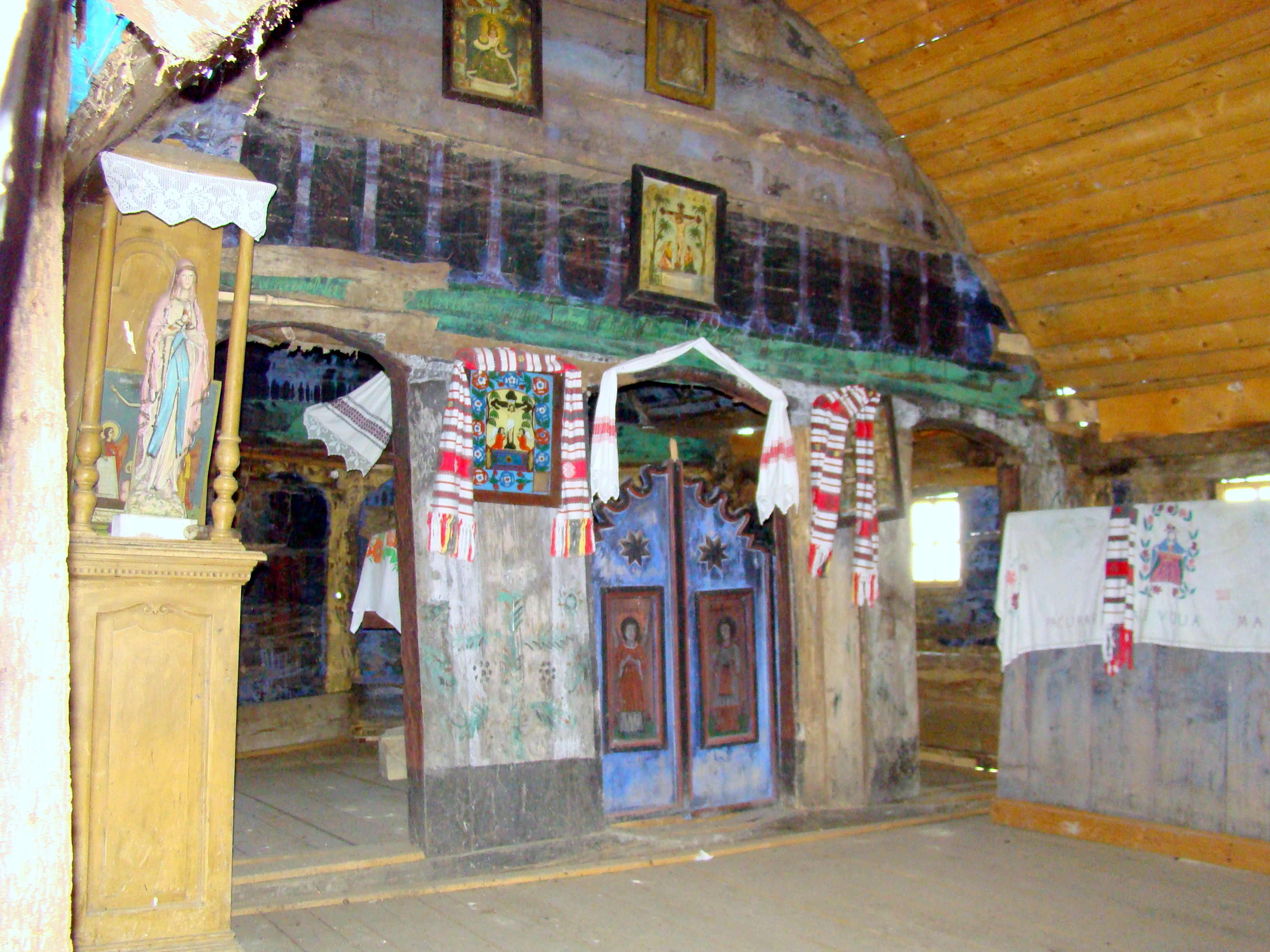
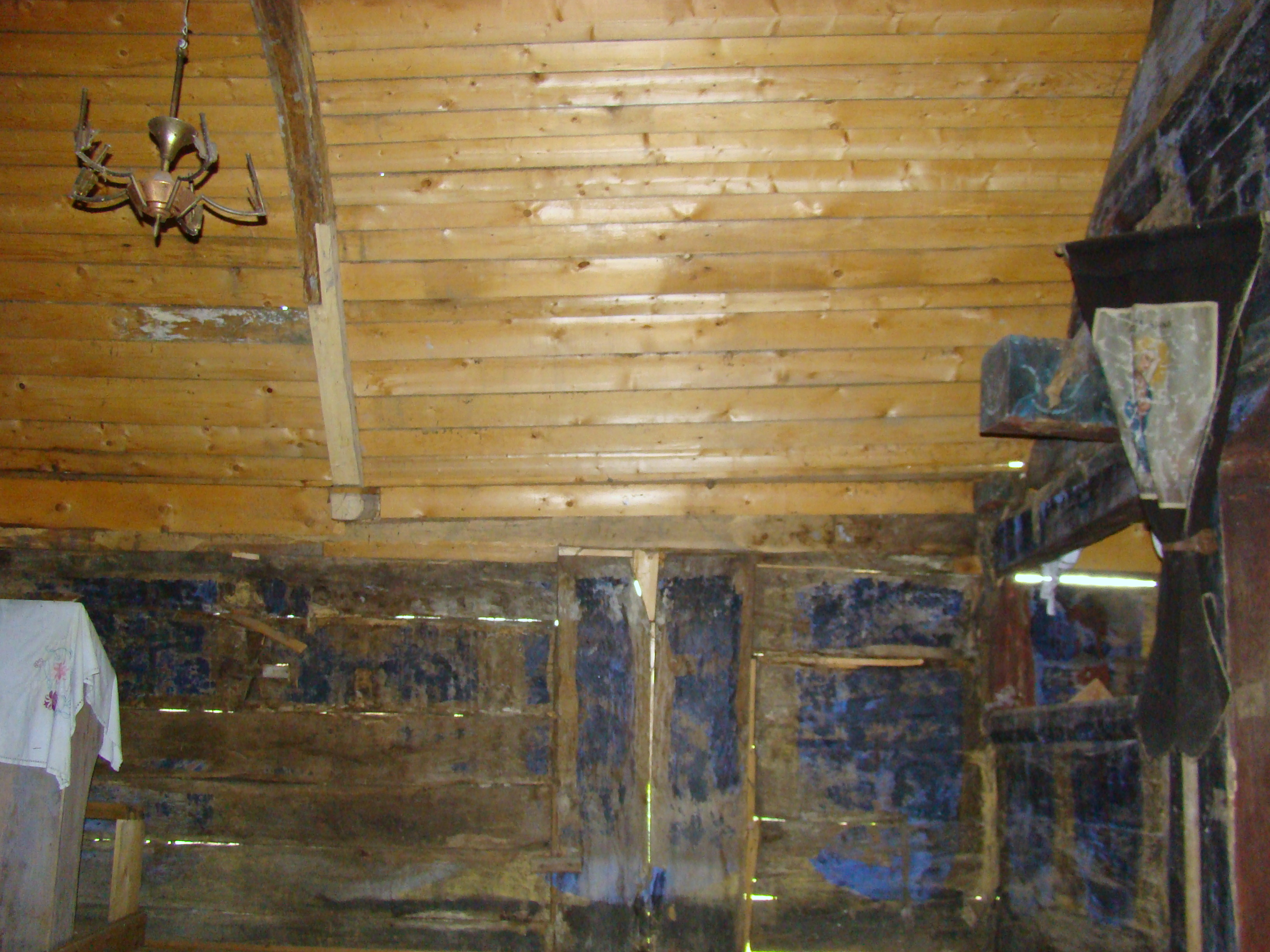
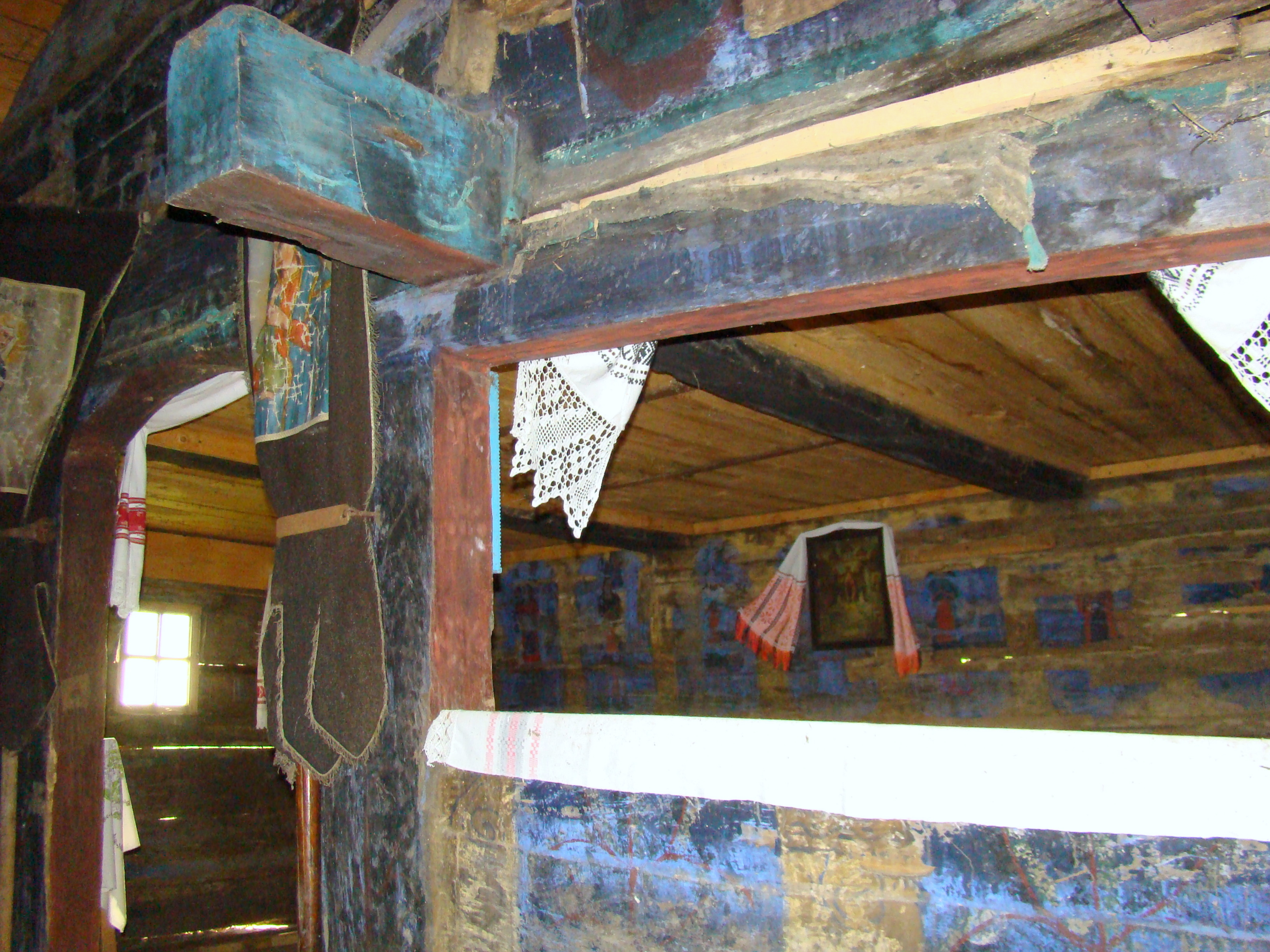
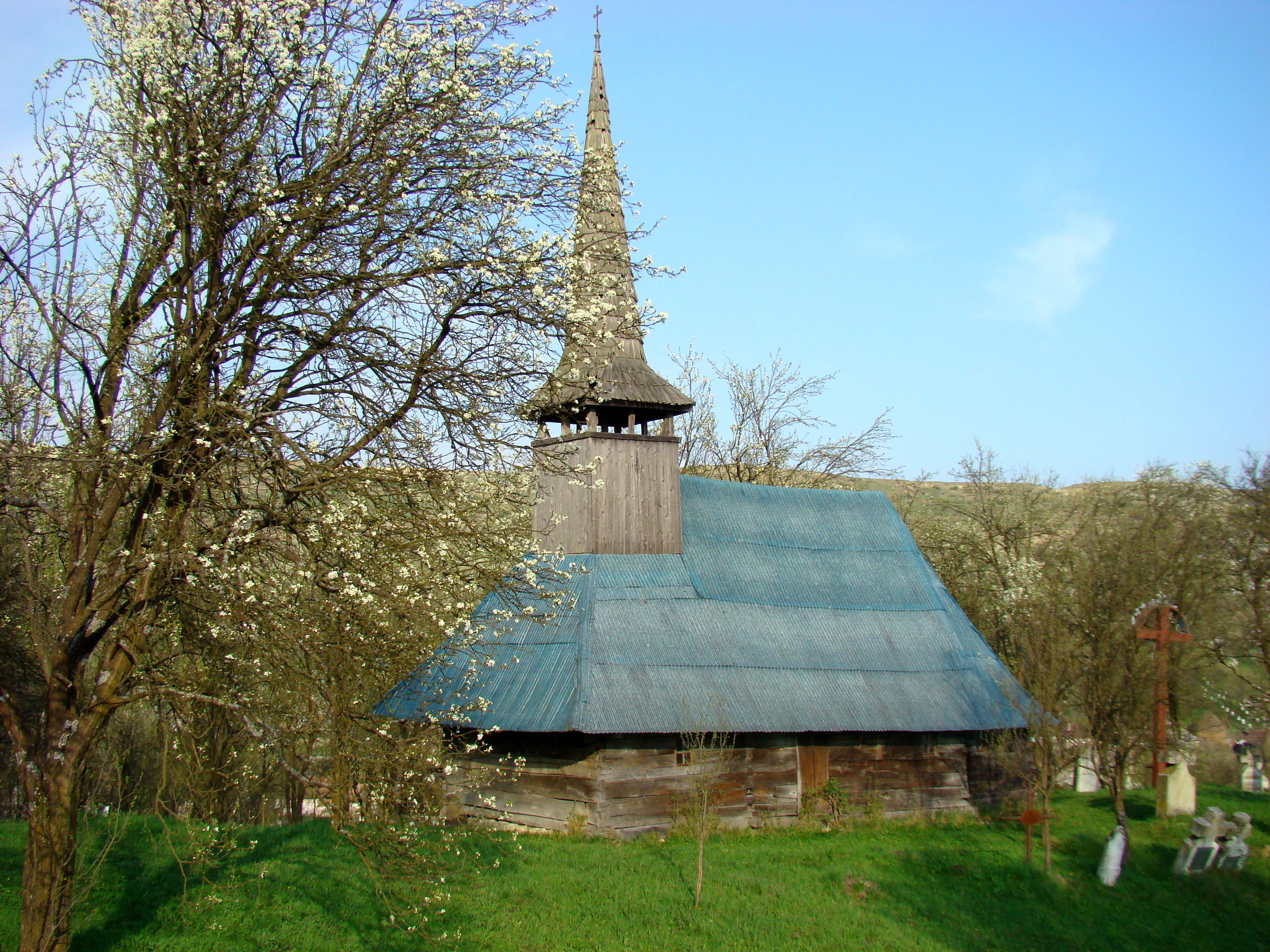
Vedere de ansamblu
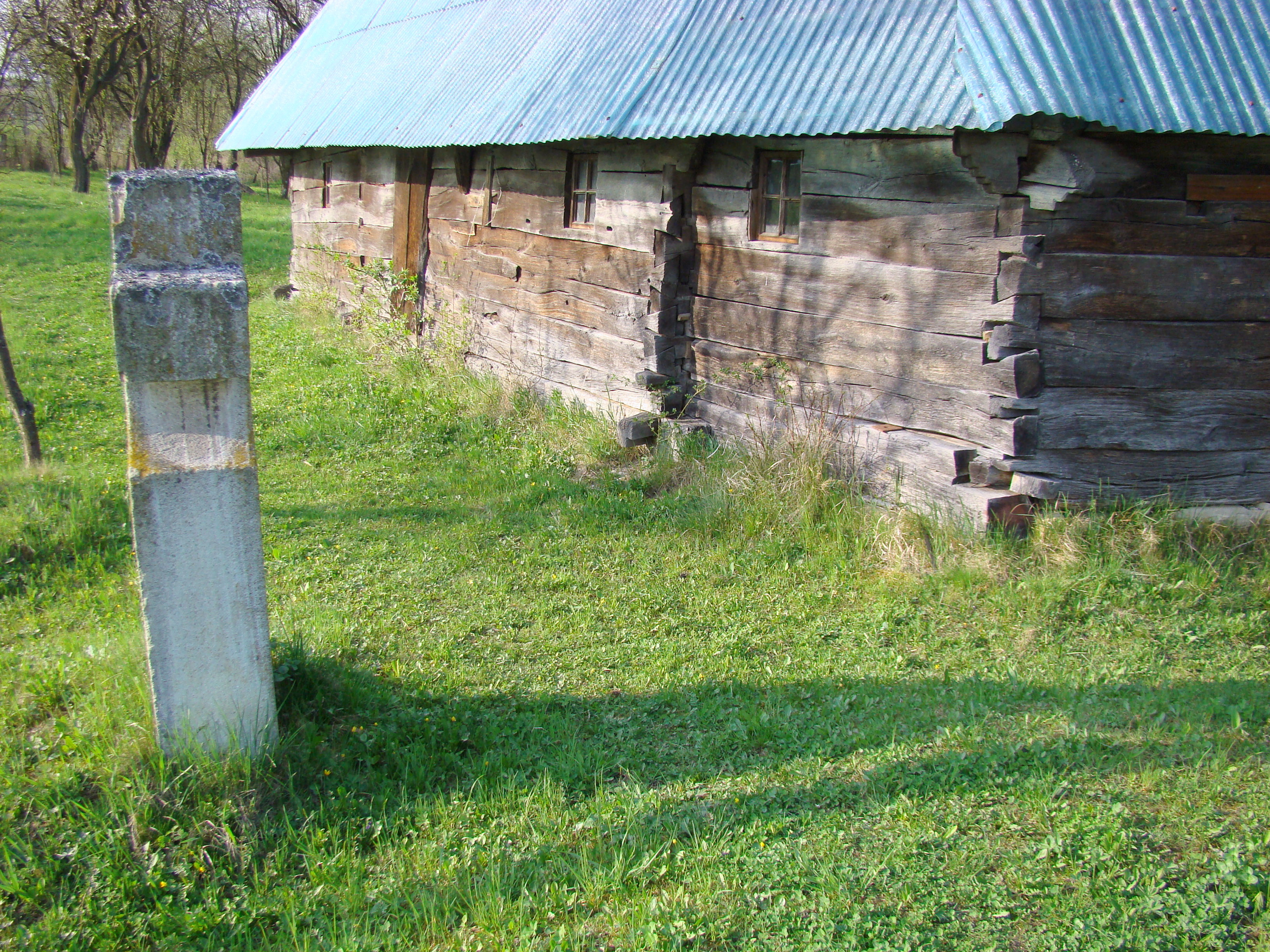
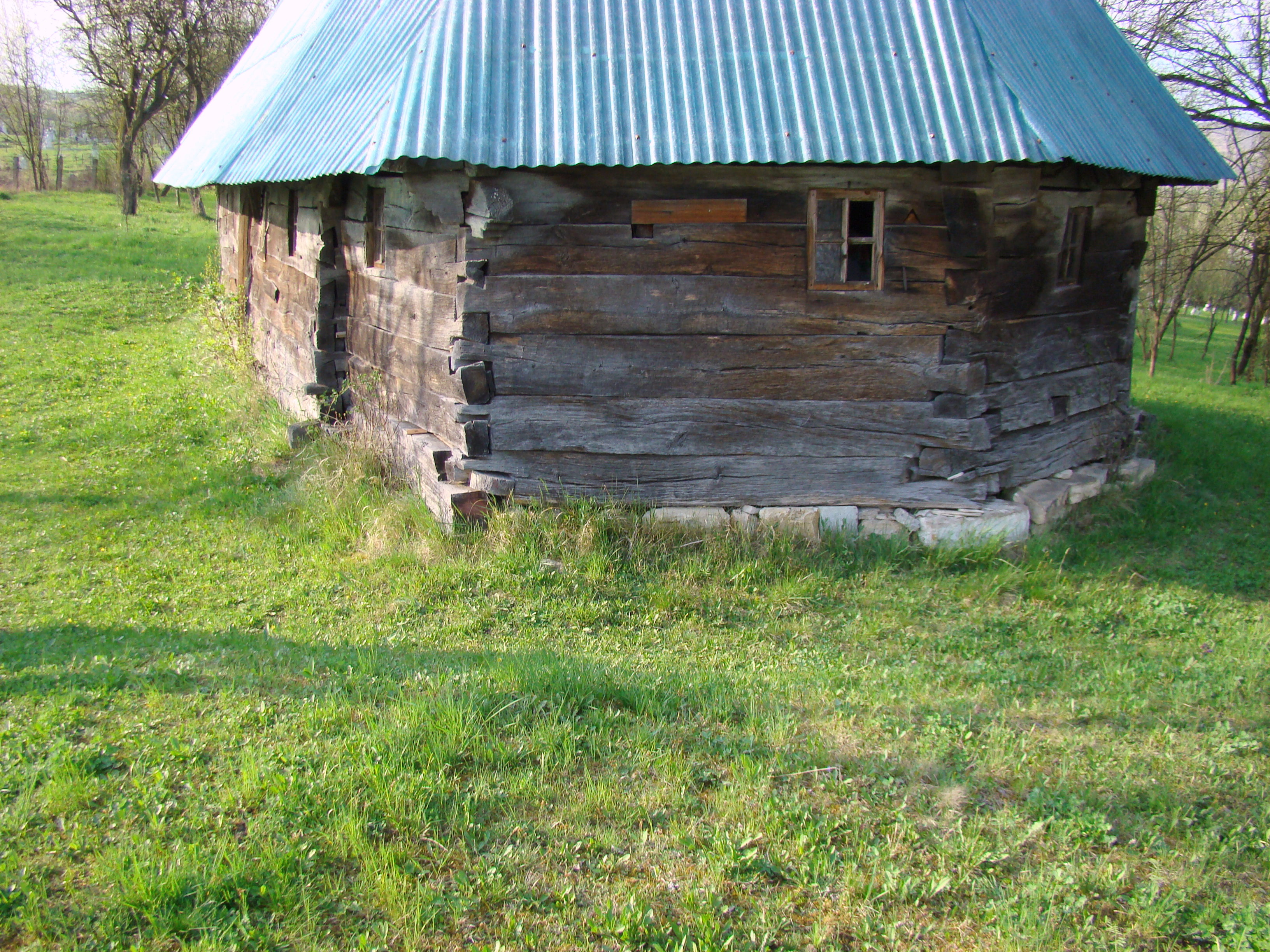
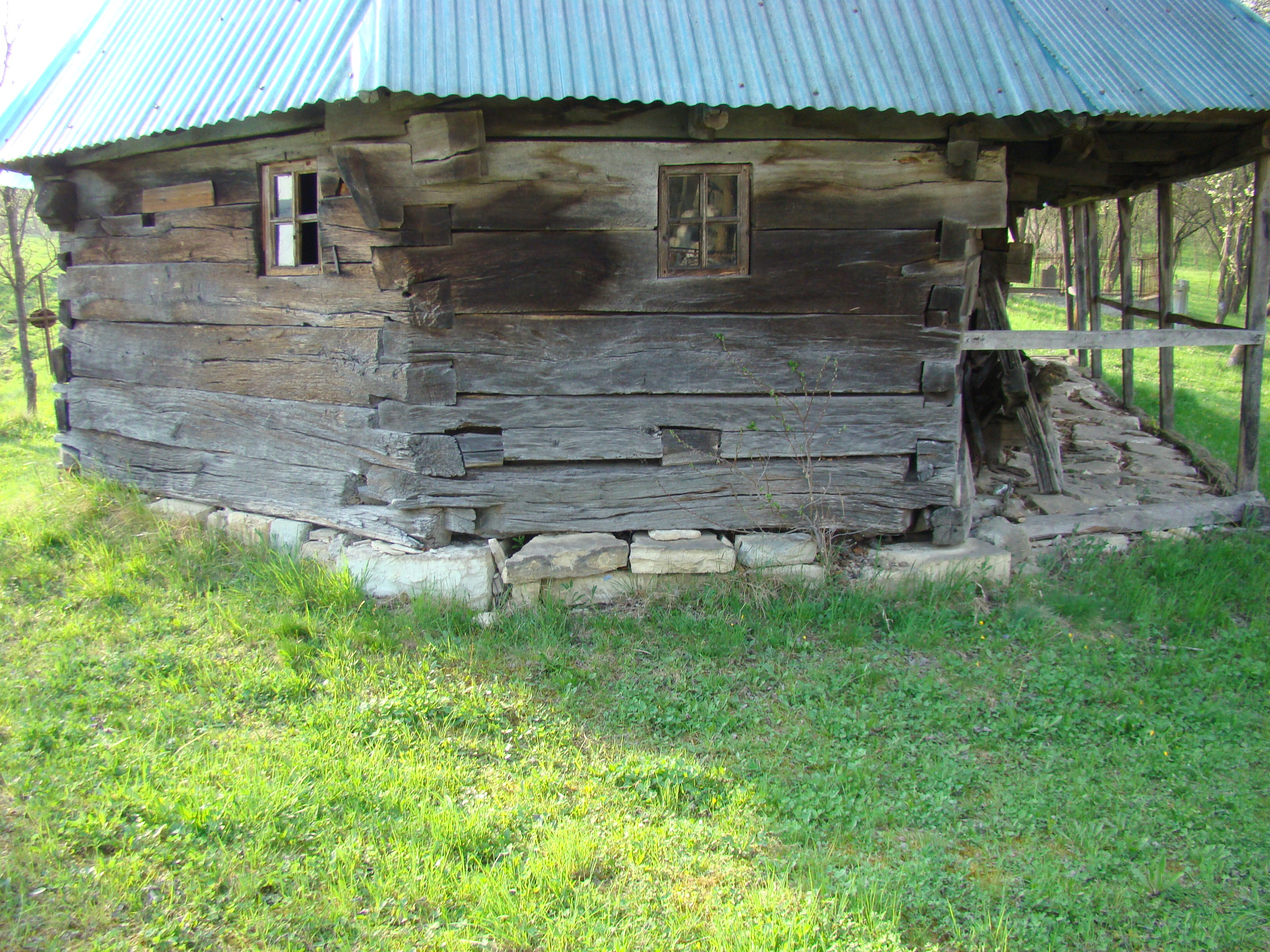
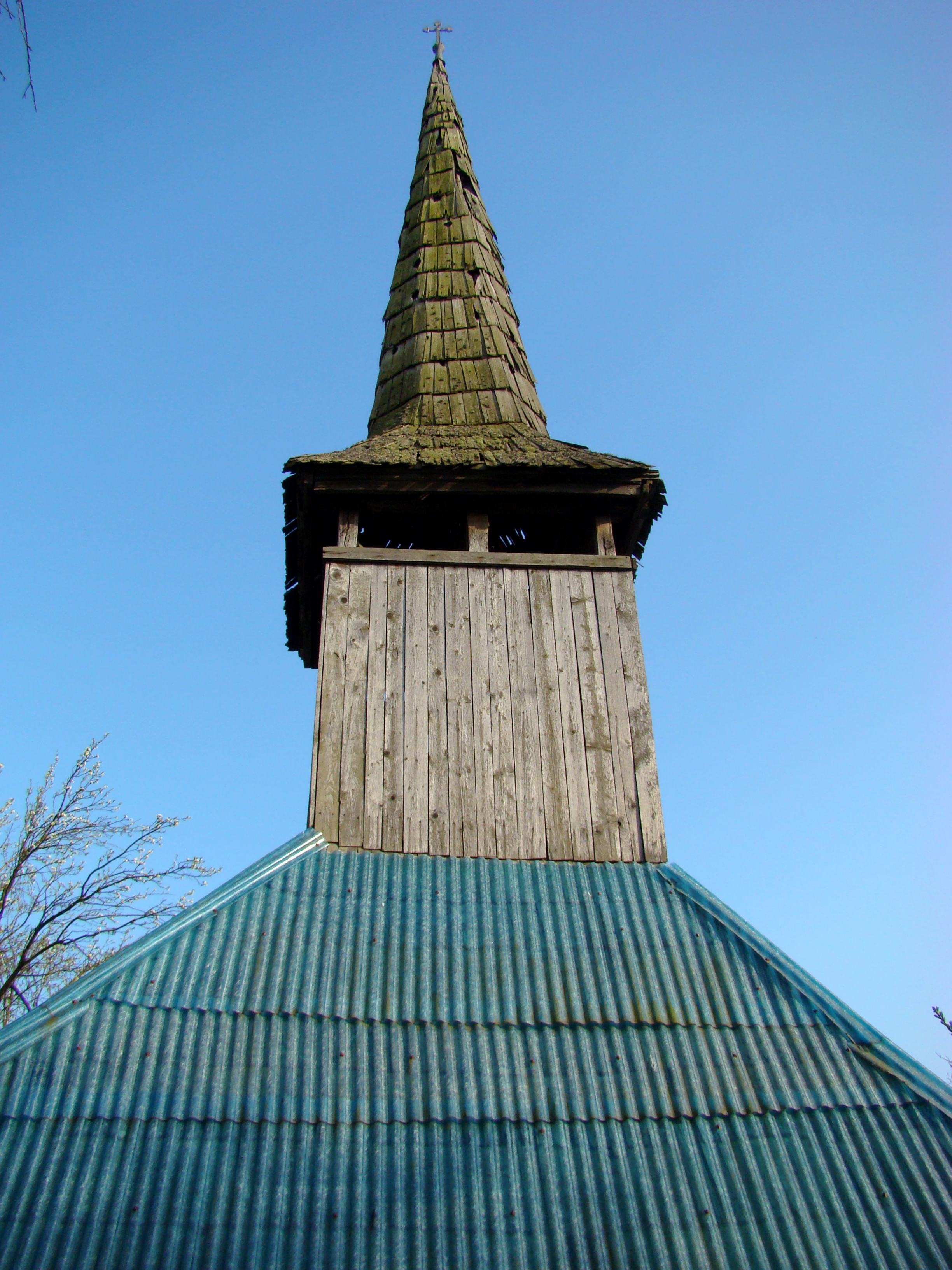
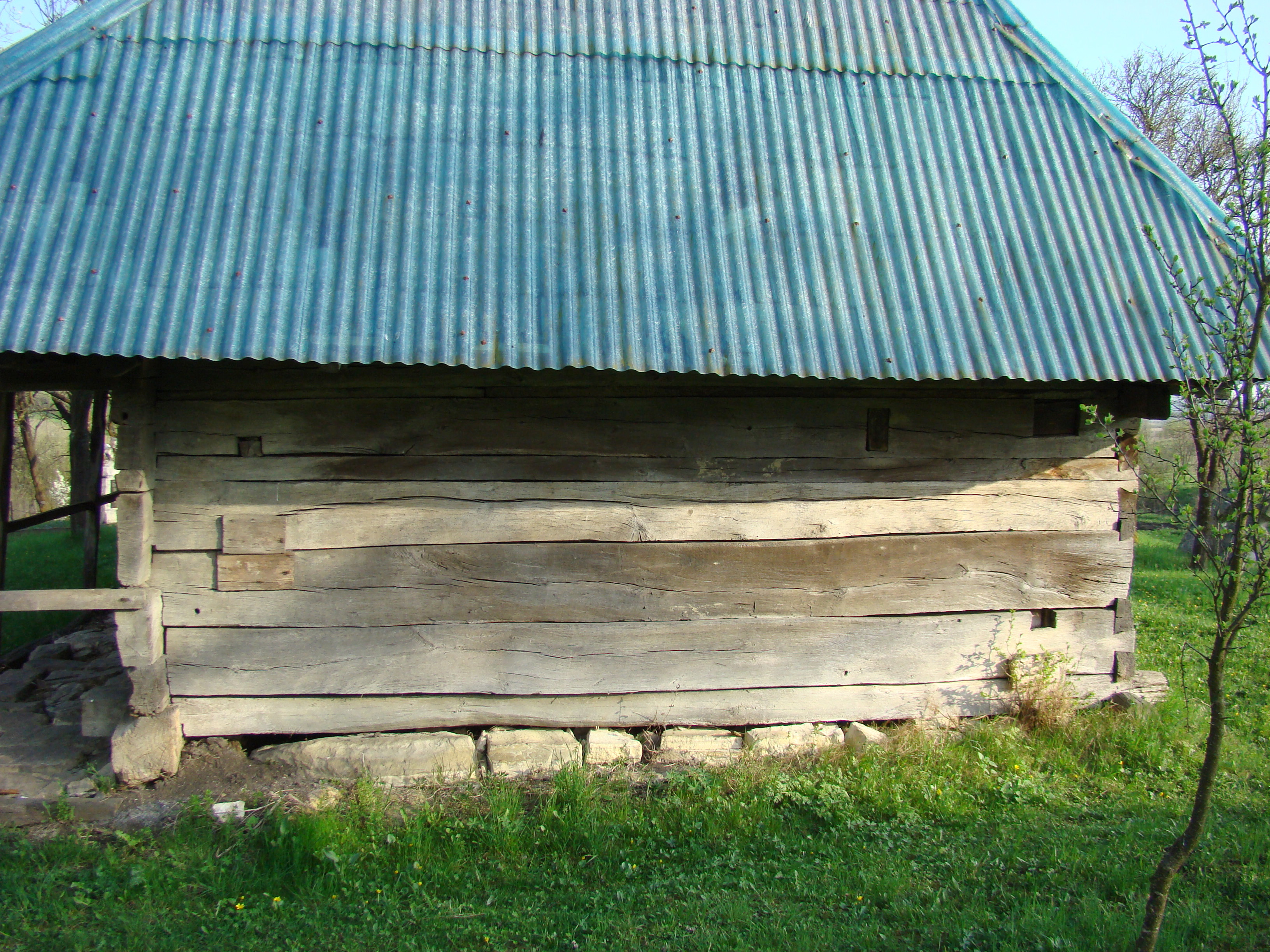
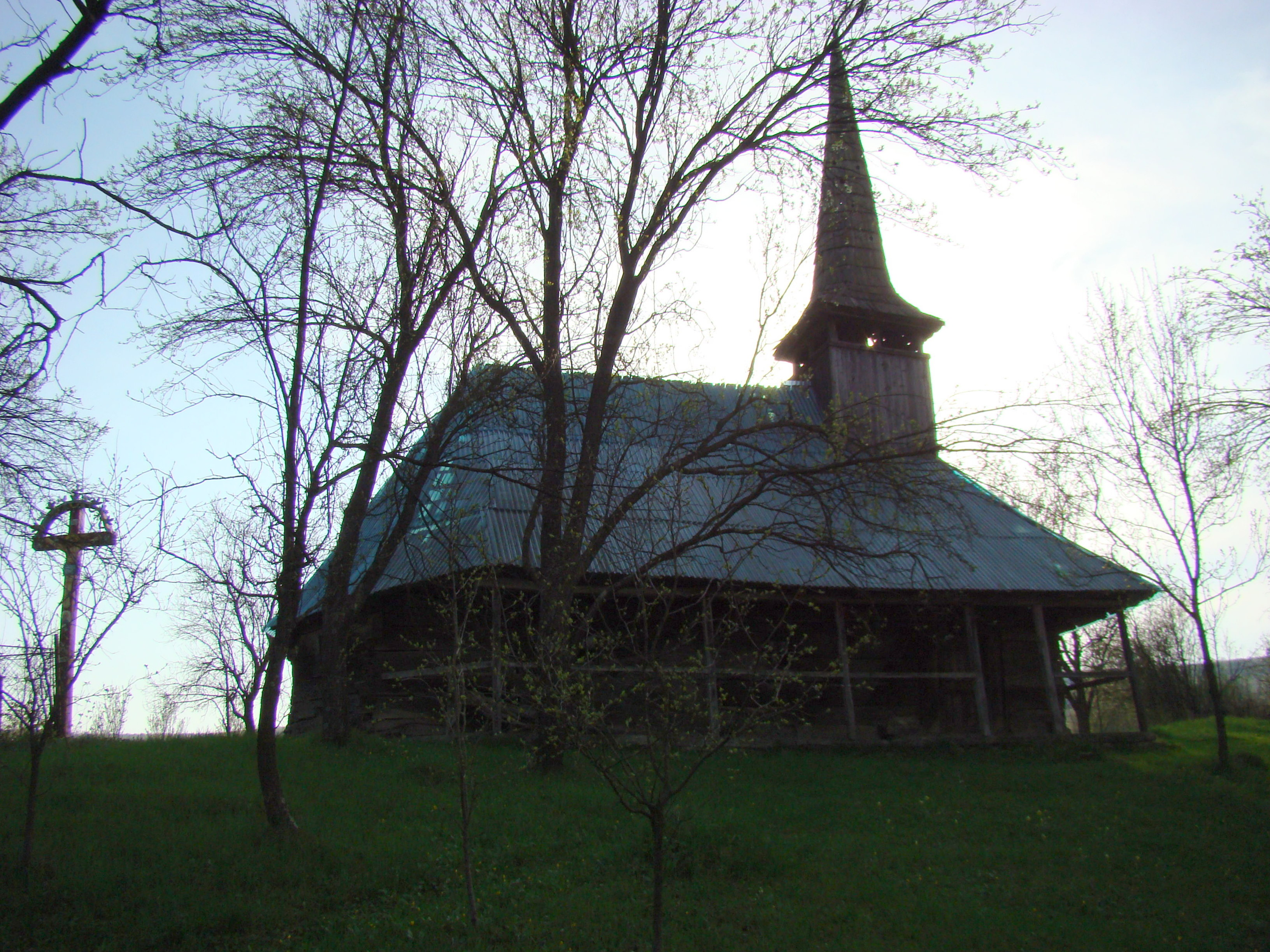
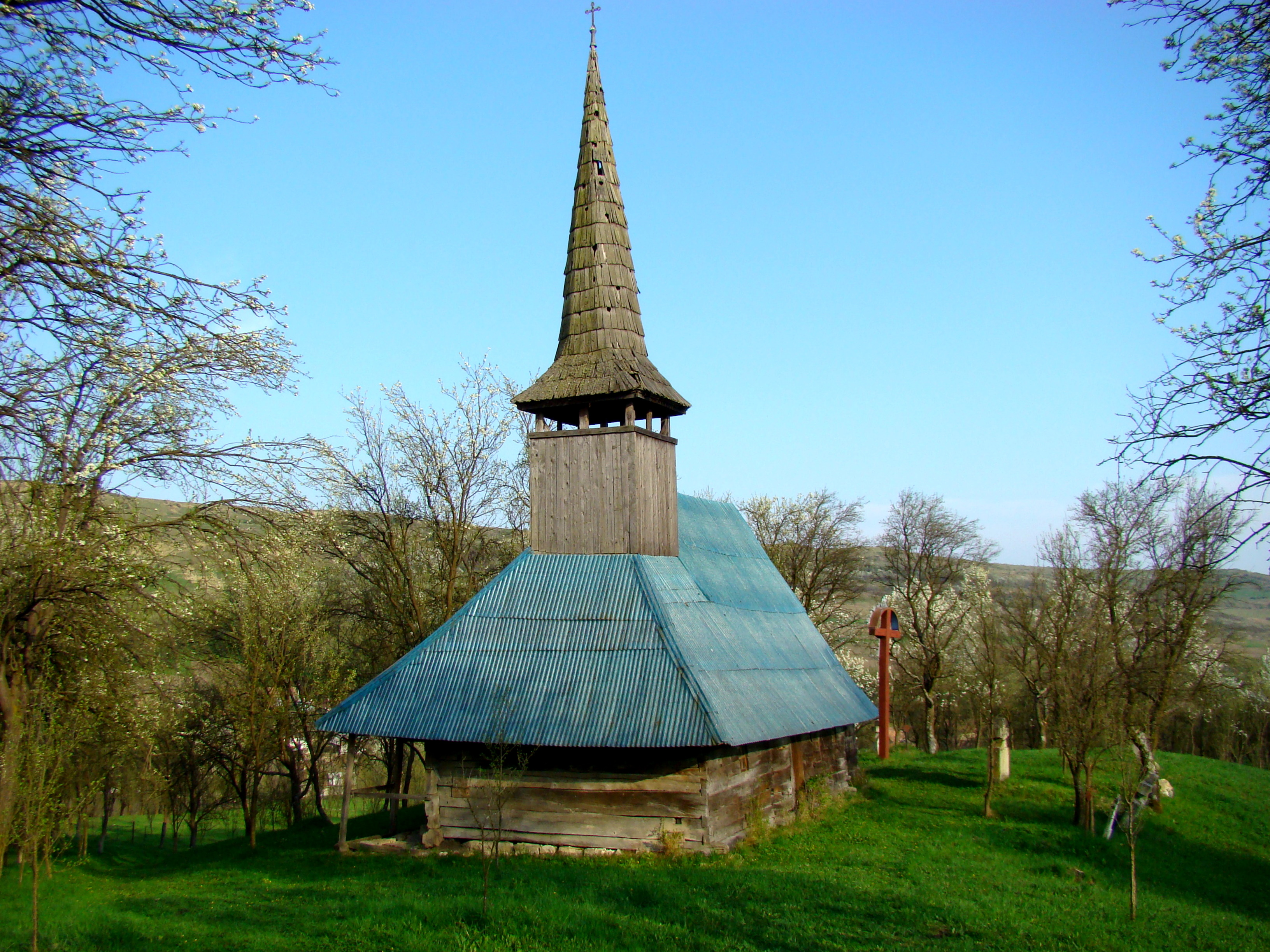